# Nelson Piquet
Nelson Piquet Souto Maior (Rio de Janeiro, 1952. augusztus 17. –) brazil autóversenyző, háromszoros Formula–1-es világbajnok. Fia, Nelson Angelo Piquet szintén autóversenyző, 2007-ben a Renault Formula–1-es csapat tesztpilótája, 2008-tól 2009-ig pedig a Renault versenyzője volt Fernando Alonso mellett.

## Gyermekkora és családja
Nelson egy meglehetősen gazdag családban született, apja a brazil egészségügy-miniszter volt az 1960-as évek elején João Goulart kormányában. 14 éves korától kezdve kezdett el gokartozni, majd a brazil bajnokság A osztályában versenyzett. 1971-ben és 1972-ig megnyerte a brazil gokart bajnokságot. Nevét ekkoriban Piket-ként használta, mert a többiek előtt titokban akarta tartani francia származását. 1976-ban megnyerte a Forma-Super-V Paulista Bajnokságot, majd a Forma-Super-V Brazil Bajnokságot. Édesapja helyett a tehetségére felfigyelő Prado család támogatta. 1978-ban Angliába ment, hogy részt vegyen a brit Forma-3-as bajnokságban. Nelson az első évben megnyerte, és egymás után hét versenyt nyert meg.

## A Formula–1-ben

### A kezdetek
Képességeire több Formula–1-es csapatvezető is felfigyelt, még ez évben Silverstone-ban tesztelt egy McLarent, majd az 1978-as német nagydíjon debütált a Formula–1-be az Ensign csapattal. Az Ensign-nal csak egy versenyen vett részt, a következő három versenyen egy McLarennel versenyzett. Bár pontot nem szerzett, de jó benyomást tett Bernie Ecclestone-ra, a Brabham csapat akkori vezetőjére, aki egy három évre szóló szerződést ajánlott fel neki.

### Brabham (1978–1985)
Piquet aláírta, így a szezon utolsó versenyén, Kanadában már a Brabham-Alfa Romeóban ült. Csapattársa a tapasztalt Niki Lauda volt, akitől sokat tanulhatott, míg Lauda 1979-ben visszavonult. Az 1979-es esztendőben a Brabham csapat Alfa Romeo motorral kezdett, majd Fordra váltott. Piquet-t a szezon során szinte folyton technikai problémák sújtották, ahogy csapattársát is. Első pontjait a holland nagydíjon szerezte egy negyedik hellyel. 1979 végén Piquet 3 ponttal a 15. helyen végzett. Lauda első visszavonulása után (1982-ben tért vissza a McLarennel) Ricardo Zunino lett a csapattársa, aki jóval rosszabb eredményeket ért el nála, egyetlen pontot sem szerzett. 1980 igen jó évnek bizonyult Piquet számára, az első futamon második lett, megszerezve első dobogós helyezését evvel, Long Beach-en első futamgyőzelmét ünnepelhette. Emellett győzött még a Holland és az azt követő olasz nagydíjon is. 54 ponttal a második lett az 1980-as esztendőben Alan Jones mögött.

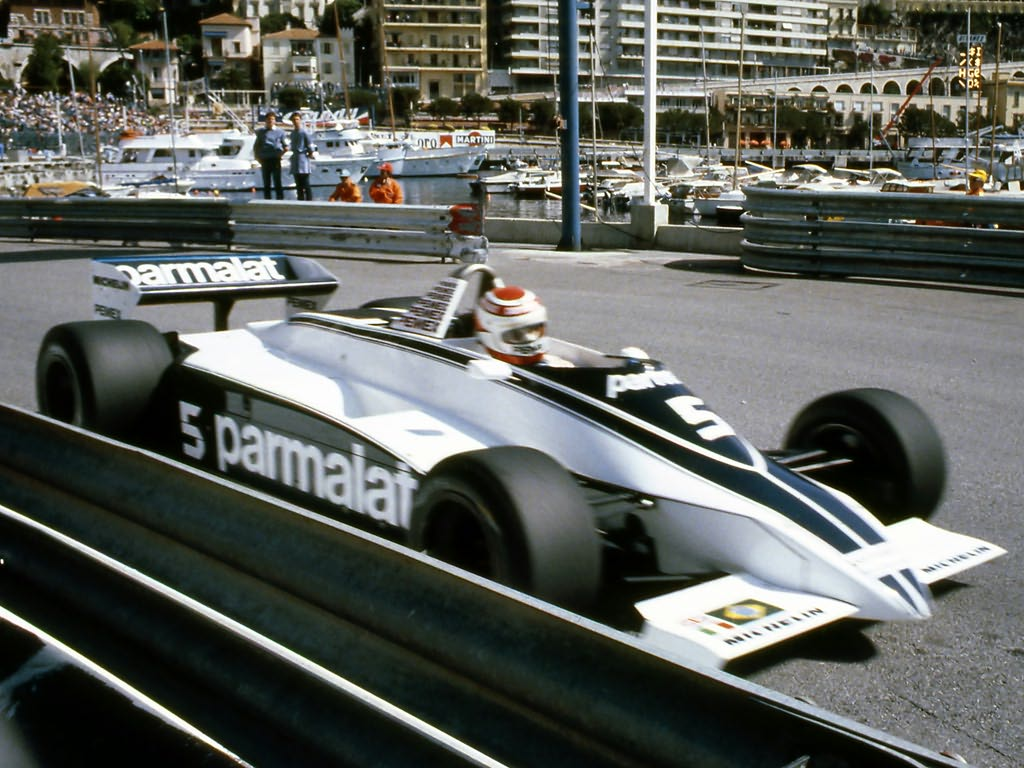
Piquet az 1981-es monacói nagydíjon

1981-ben az argentin Carlos Reutemann és Alan Jones volt (Williams-Ford) Piquet legnagyobb ellenfele. Az év végén összesen három futamgyőzelemmel, és 50 ponttal meg tudta előzni a két Williamset, Reutemann előtt egy, Jones előtt négy ponttal. Ezt részben a két Williams-pilóta rossz viszonyának is köszönhette, mert nem voltak hajlandóak együttműködni. Emerson Fittipaldi után ő lett Brazília második Formula–1-es világbajnoka. Csapattársa, a mexikói Héctor Rebaque 11 ponttal csak a kilencedik lett.
1982-ben a Brabham BMW turbómotorra váltott. bár néhány versenyen visszatért a Ford-Cosworth-höz. Piquet új csapattársa az olasz Riccardo Patrese lett. Gyenge szezonjában első pontjait Zolderben, a belga nagydíjon szerezte, melynek időmérőjén meghalt a Ferraris barátja, Gilles Villeneuve. Montrealben szerezte egyetlen győzelmét az évben. A hockenheimi német nagydíjon vezette a versenyt, amikor a lekörözésnél a Eliseo Salazar nem engedte el és emiatt összeütköztek. Piquet az eset után kipattant autójából és ököllel, lábbal ütötte Salazart. Néhány évvel az eset után megtudta, hogy a motor a versenyen nem sokkal a baleset után tönkrement volna. Összesen 20 ponttal a tizenegyedik helyen végzett, míg Patrese 21 pontot gyűjtött. 1982 világbajnoka Keke Rosberg lett, miután a világbajnoki pontversenyt addig vezető Didier Pironi a német nagydíjon megsérült, és nem tudott már részt venni az utolsó öt futamon.
Az 1983-as Formula–1 világbajnokság-ban jobbnak bizonyult a BMW turbómotor, az évadnyitó, hazai brazil nagydíjat azonnal meg is nyerte. Ezután több dobogós helyezést gyűjtött, majd a szezon vége felé az olasz és az európai nagydíjat is megnyerte. 1983-as világbajnoki cím nagy esélyese Piquet mellett a Renault-s Alain Prost volt, aki végül néhány ponttal maradt el a braziltól.
Ez volt a Formula–1 történetének első turbómotorral szerzett világbajnoki címe.

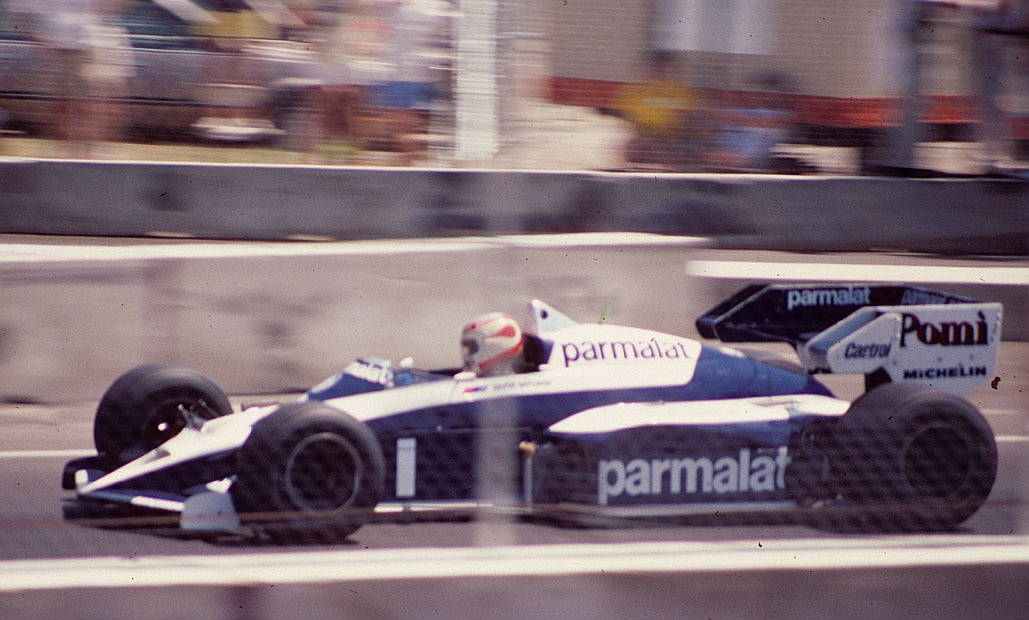
Az 1984-es amerikai nagydíjon

1984-ben már a McLaren is turbó motort használt (Porsche), és az évet egyértelműen uralta Niki Laudával és Alain Prosttal. A Brabhamnél Piquet új csapattársat kapott az olasz Teo Fabi személyében (szóba került az akkor debütálásra készülő Ayrton Senna szerződtetése is, de Piquet a szponzor Parmalattal való kapcsolatait is kihasználva ezt megakadályozta). A csapat legnagyobb problémáját a megbízhatatlanság jelentette ebben az évben. Kilenc pole-pozícióból két versenyt tudott megnyerni a már leszállóágban lévő Brabhammel, amelyeken kívül csak két dobogós helyezése volt. A sok műszaki hiba miatt sok versenyen kiesett. Az év végén Nelson 29 ponttal csak az ötödik helyen végzett, csapattársa, Fabi pedig 11 ponttal a tizenegyedik lett.

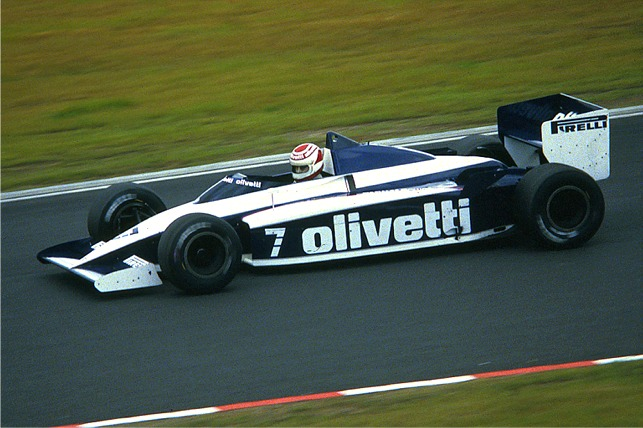
A német nagydíjon, 1985-ben

Az 1985-ös szezon hasonlóan alakult. Ebben az évben két csapattárs váltotta egymást Nelson mellett: a monacói nagydíjig a francia François Hesnault, utána pedig a svájci Marc Surer. 1985-ben Nelson már csak egy győzelmet tudhatott magáénak. Franciaországi győzelme mellett az olasz nagydíjon lett második, valamint még néhány versenyen szerzett pontot. 1985-ben nyolcadik helyen végzett a világbajnokságban 21 ponttal. 1985-ben is a McLaren dominált a leginkább, Alain Prost megszerezte első világbajnoki címét.

### Williams (1986–1987)

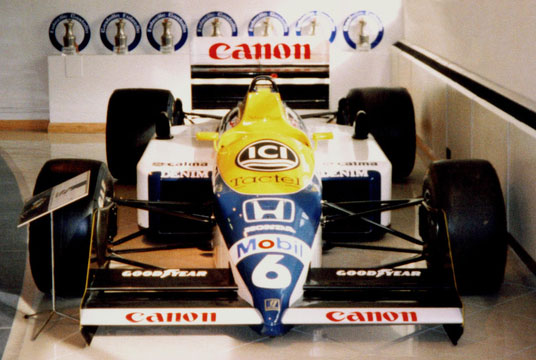
Piquet 1986-os Williamse

Az 1983-as világbajnoki cím elnyerése után a Brabham egyre gyengébb lett és már soha többé nem lett olyan erős csapat, mint régebben volt. Nelson ezért elfogadta a Williams-Honda ajánlatát, amelynél 1987 végéig maradt. Az új csapattársa az akkor igen sikeres Nigel Mansell lett. A Williams 1986-ban valószínűleg a mezőny legjobb autóit tudhatta magáénak, de mégsem sikerült a világbajnoki cím elnyerése, Mansell és Piquet is körülbelül ugyanannyi ponttal rendelkezett a szezon során és a csapat nem tudta eldönteni, melyiküket támogassa a világbajnoki cím elnyerésében.
Frank Williams, a csapat alapítója és vezetője az év elején egyik munkatársával, Peter Windsorral egy Paul Ricard-i tesztelésről tartott hazafelé bérelt autójával, amikor elkövetett egy hibát a volánnál, az autó többször egymás után megpördült és fejjel lefelé landolt a mezőn. Windsor karcolásokkal megúszta az esetet, de Frank Williams gerincsérülései miatt nyaktól lefelé megbénult. A csapat vezetését Frank Williams távollétében, Patrick Head vette át. Az ausztrál nagydíjon utóbb kiderült a Goodyear szakemberei elszámították magukat és a gumik nem bírták ki a teljes versenytávot. Ezeket használta a McLaren és a Williams is. A verseny elején Prostnak gumiprobléma miatt ki kellett állnia a boxba, amivel több pozíciót vesztett. Mansell, aki Piquet és Prost mögött a harmadik helyen állt, 300 km/h-s sebességnél kidurrant a gumija és kiesett. Maradt a vezető Piquet és Prost. Nelsont is utolérte a gumiprobléma. Defekt fenyegette és nem kockáztatott, inkább kiment kereket cserélni. Ezzel Prost vehette át a vezetést és megnyerte a versenyt valamint ezzel a világbajnokságot is. Nelson 4, Mansell 5, és az az évi világbajnok Alain Prost 4 futamgyőzelmet aratott. Az év végén a 72 pontos Prost mögött Mansell második lett 70, Piquet a harmadik lett 69 ponttal.

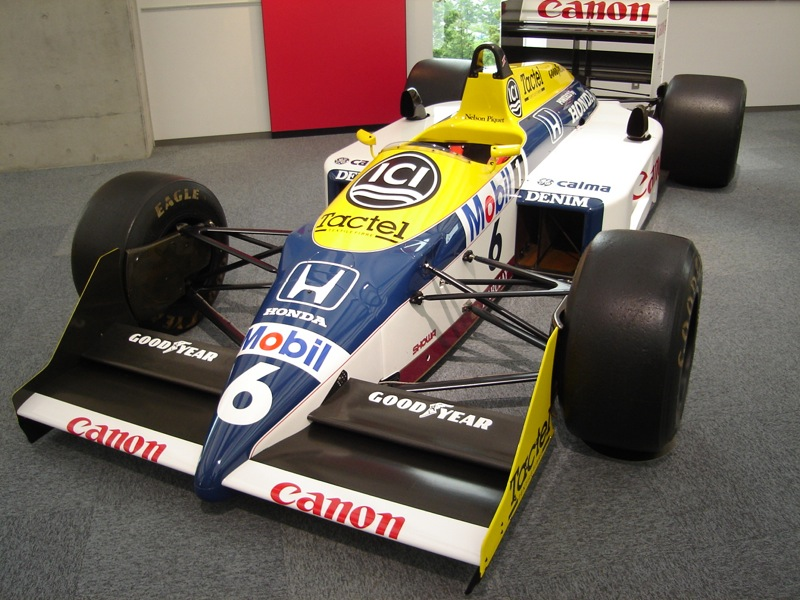
Piquet 1987-es Williamse

Ennek ellenére 1987-ben sem lett szorosabb az együttműködés Nelson és Nigel között, sőt egyre nagyobbak lettek az ellentétek. A Williams-Honda azonban ekkorra már annyira domináns volt, hogy még a belső harcok sem tudták elvenni a világbajnoki címet.
Imolában az edzésen Nelson hatalmasat bukott a Tamburello-kanyarban és agyrázkódást kapott, ezért nem indulhatott a másnapi versenyen.
Két versennyel a szezon vége előtt már csak Piquet-nek és Mansellnek volt matematikai esélye a világbajnoki címre. Suzukában először rendeztek versenyt abban az évben, így csütörtökre is beiktattak egy szabadedzést, hogy a versenyzők ismerkedhessenek a pályával. Mansell autójának a hátulja több, mint 200 km/h-s sebességnél kitört és a brit nagyot bukott. Olyan szerencsétlenül csapódott a gumifalba, hogy súlyos gerincsérülést szenvedett. Ezzel véget ért számára az 1987-es világbajnokság és Nelson ezzel gyakorlatilag megnyerte a világbajnokságot. Az utolsó két versenyen nem szerzett pontot, de így is 73 ponttal, míg Mansellnek 61 volt, megnyerte az 1987-es egyéni címet.
Három világbajnoki címet Nelsonon kívül addig addig csak Juan Manuel Fangio (5), Jack Brabham (3), Jackie Stewart (3) és Niki Lauda (3) nyert. Ezek után két évre a Lotushoz szerződött.

### Lotus (1988–1989)

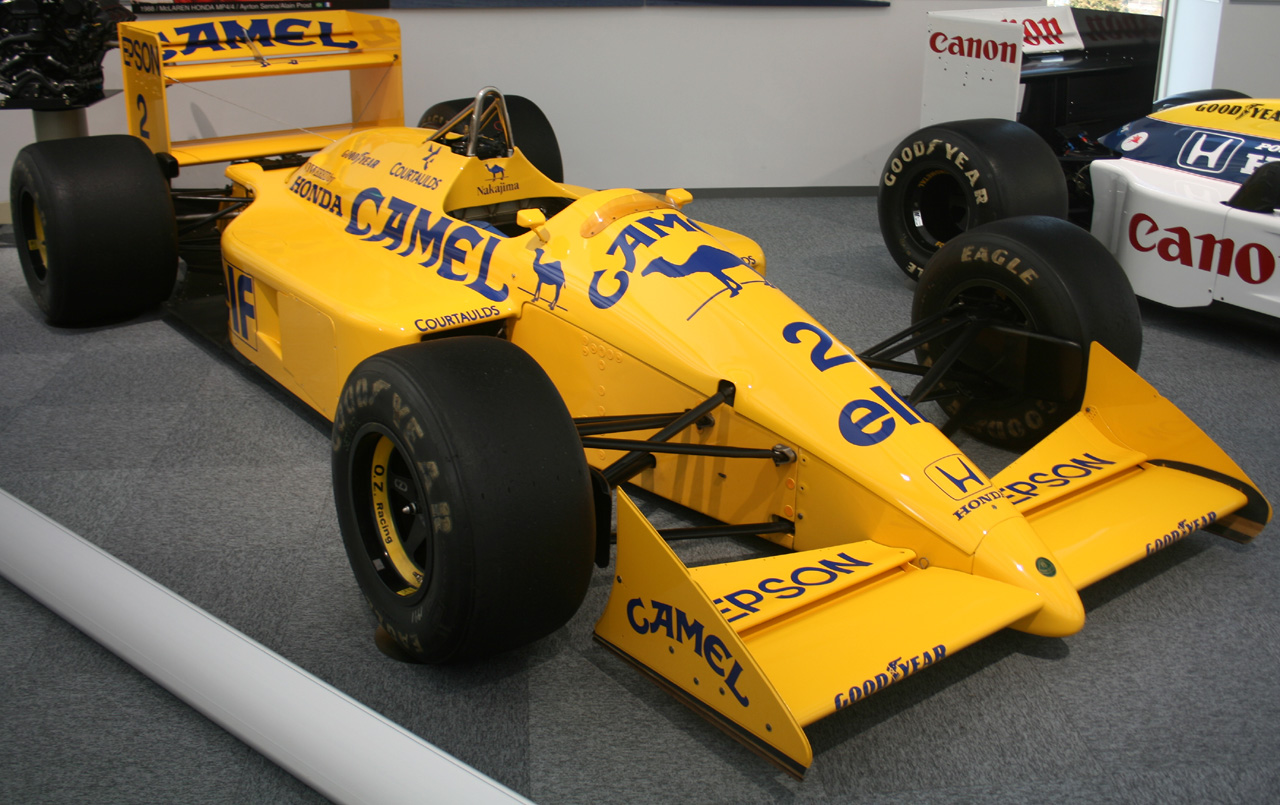
A Lotus 100T, amelyet a csapat 1988-ban használt (Nakadzsima autója)

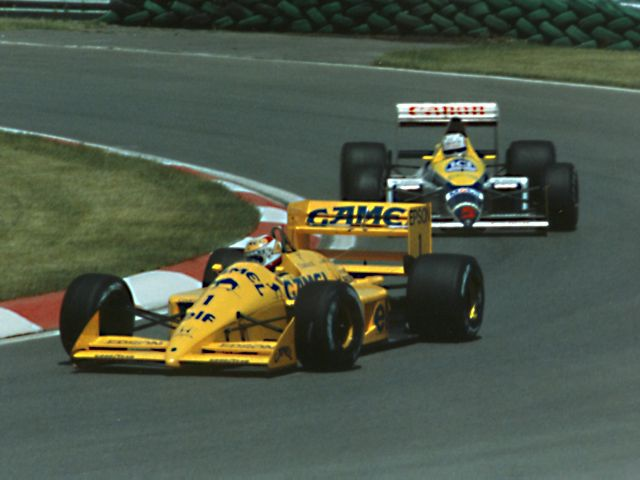
Piquet a Lotusszal Mansell előtt 1988-ban, Kanadában

1988-ban Nelson egyetlen futamot sem nyert, de tulajdonképpen jól döntött, hiszen a Williams csapat (Judd motorral) még rosszabbul szerepelt. Az évet teljes mértékben a McLaren dominálta (Sennával és Prosttal), és egyedül az olasz nagydíjat nyerte más (Gerhard Berger egy Ferrariban). Piquet csapattársa Nakadzsima Szatoru lett. Nelson a Lotus-Hondával harmadik lett az első két nagydíjon, ezután azonban csak néhány pontszerző helyet ért el, majd az utolsó ausztrál nagydíjon harmadik lett. Csapattársa egy pontot szerzett.
Az 1989-es év még rosszabbul alakult. A Lotus a gyenge és megbízhatatlan Judd motorra volt kénytelen váltani és ez meg is látszott a teljesítményen: Összesen hat futamon szerzett pontot egyetlen dobogós helyezés nélkül. Összesen 12 pontot szerzett az év során. Csapattársa, Nakadzsima 3 ponttal zárt. Szezonja mélypontját a belga nagydíj jelentette, amelyre még kvalifikálni sem tudta magát.
Szerződését Nelson ilyen körülmények között nem kívánta meghosszabbítani, ehelyett elfogadta a Benetton-Ford ajánlatát a következő évre. Míg a Lotus már egy leszállóágban lévő csapat volt, addig a Benetton stabil és rendszeres pontszerzésre képes csapatnak ígérkezett. Új csapattársa a Benettonnál az olasz Alessandro Nannini lett.

### Benetton (1990–1991)

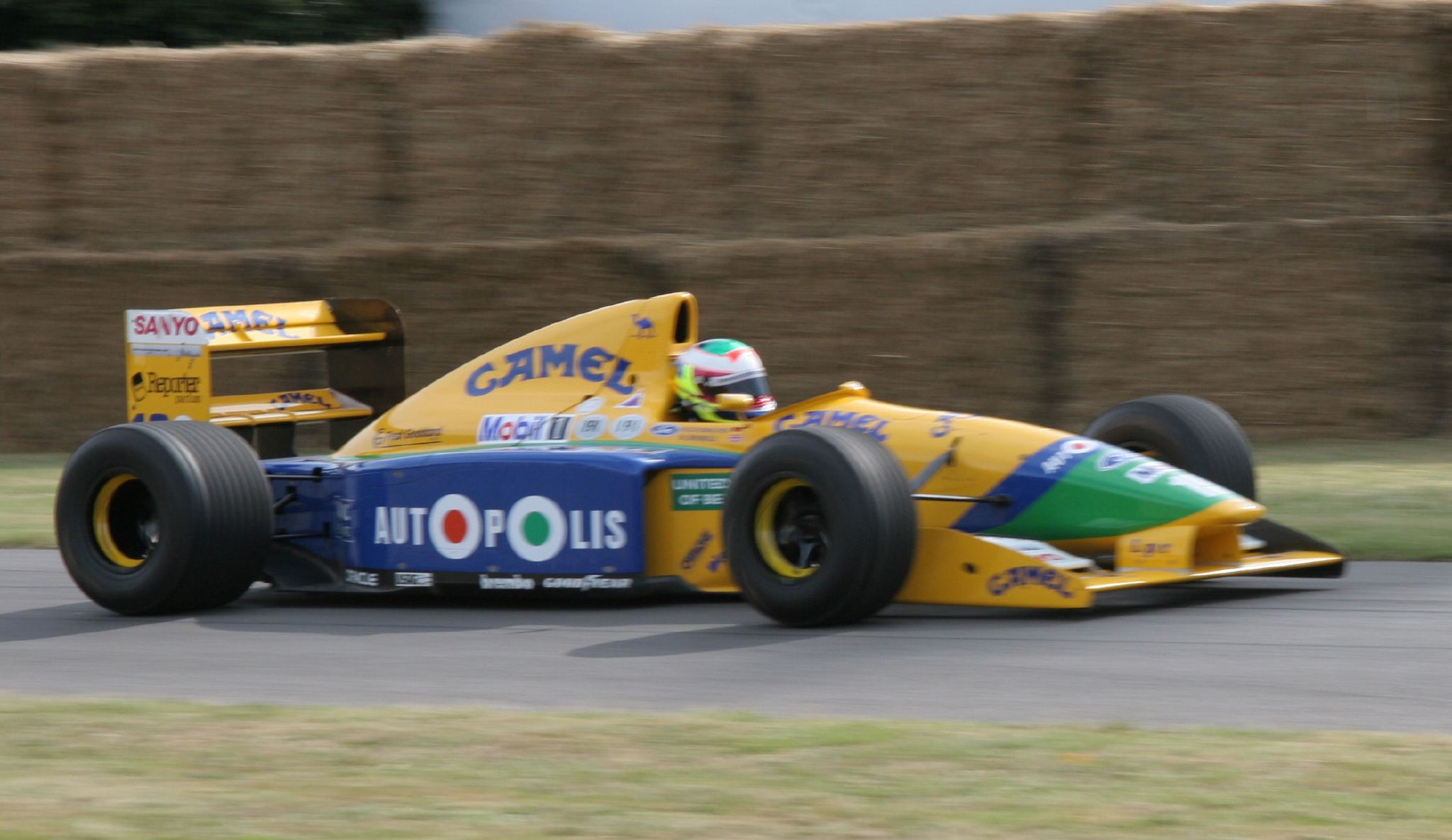
A Benetton 1991-es modellje, a B191

1990-ben Piquet szinte minden futamon pontot szerzett. A szezonban mindössze két futamon esett ki az igen megbízható B190-nel. Emellett egyszer lett harmadik és második. Az utolsó két futamot pedig megnyerte. Ezen a két futamon Nannini helyett már Roberto Moreno volt Piquet csapattársa, aki a japán nagydíjon második lett, a Benetton első kettős győzelmét megszerezve ezzel. Nannini helikopterbaleset miatt kénytelen volt befejezni Formula–1-es pályafutását. Nelson végül a harmadik helyen végzett a világbajnokságban Senna és Prost mögött 43 ponttal. A Benetton szintén harmadik lett a konstruktőrök között.
1991-ben is a Benettonnál folytatta. Utolsó Formula–1-es szezonja nem sikerült olyan jól, mint az előző, Kanadában szerezte utolsó, és egyetlen 1991-es futamgyőzelmét. Emellett két versenyen lett harmadik. Monzában új csapattársat kapott az újonc, későbbi hétszeres világbajnok Michael Schumacher személyében, aki a belga nagydíjon debütált a Jordan-Ford színeiben és szerződése körüli hosszas viták után került a Benettonhoz az olasz nagydíjtól.
Ez volt Piquet 200. futama, melyen a háromszoros világbajnok a nyolcadik rajtkockából indult, míg mindössze második Formula–1-es hétvégéjén részt vevő csapattársa a hetedikből.
A versenyen Piquet hatodik Schumacher ötödik lett. Az együtt eltöltött öt versenyből Piquet mindössze egyszer tudta időmérő edzésen megverni újonc csapattársát (Adelaide) és egyszer versenyen - amennyiben mindketten célba értek (Estoril). Talán ez is közrejátszott abban, hogy az év végén 204 verseny, 3 világbajnoki cím, 23 futamgyőzelem és 485,5 pont után bejelentette visszavonulását a Formula–1-től.

## A Formula–1 után

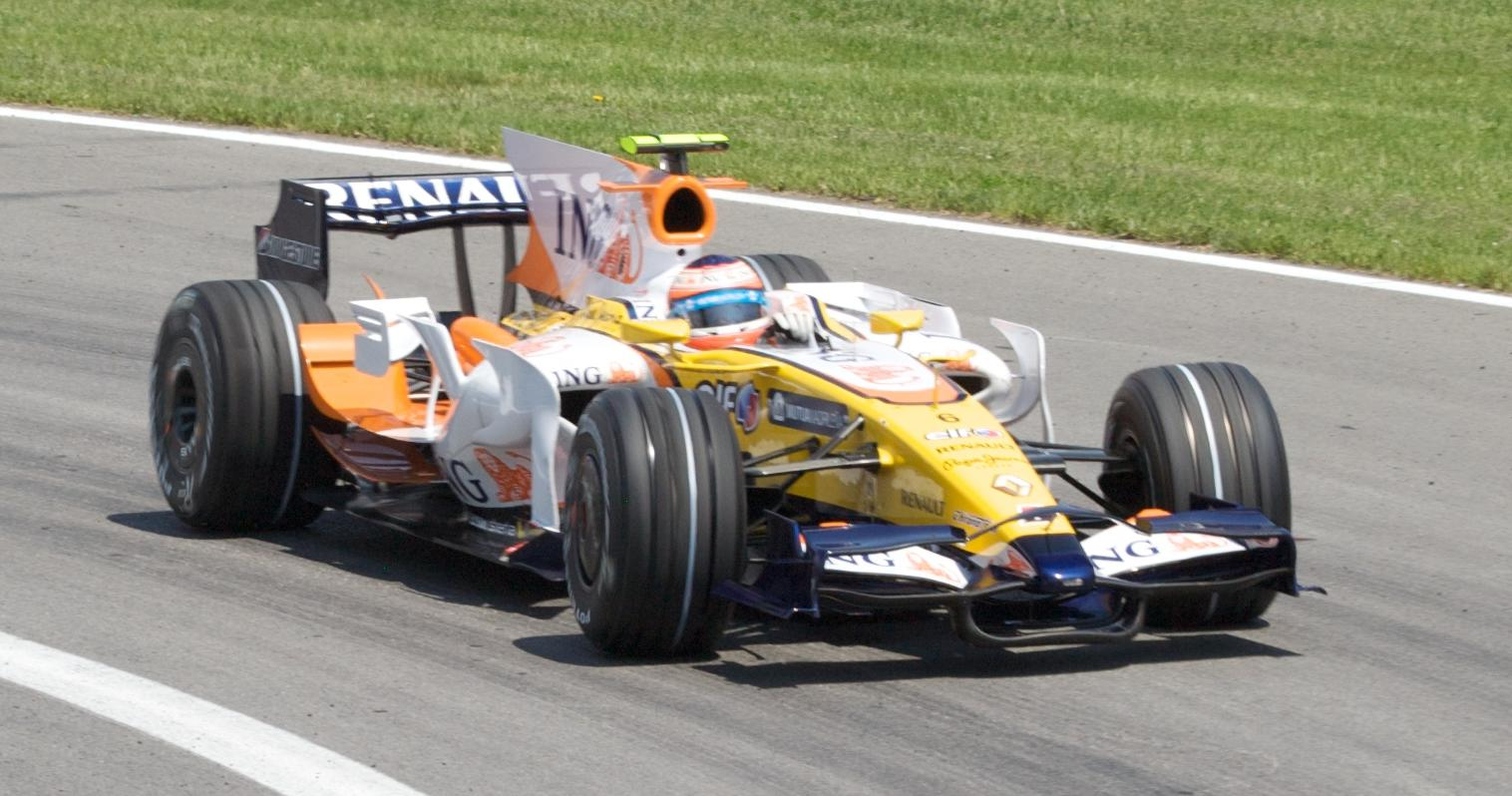
Nelsinho Piquet a Renault-val 2008-ban

Formula–1-es karrierje után versenyzői pályafutását nem hagyta abba. 1992-ben a Menard Lola Buick csapattal részt vett az indianapolisi 500-as versenyen, ám egy műszaki hiba miatt balesetet szenvedett az edzésen, minek következtében agyrázkódást kapott és a lába is megsérült. 1993-ban újra próbálkozott (ugyanazzal a csapattal), de akkor motorhiba miatt kényszerült kiállni.
1994-ben részt vett a brazíliai 1000 mérföldes túraautó versenyen Interlagosban, ahol Johnny Cecottóval és Ingo Hofmannal a negyedik helyen végzett egy BMW M3 GTR volánjánál. 1995-ben egy BMW 320i-vel indul a Spa-i 24 órás túraautó versenyen, ahol a második helyet szerezte meg A. Busgstalerrel és M. Duezzel. 1996-ban elindult a Le Mans-i 24 órás versenyen Johnny Cecottóval és Danny Sullivennel és a nyolcadik helyen végeztek egy McLaren F1 GTR-rel. Ugyanebben az évben még két GT versenyen vett részt Cecottóval (Curitiba, Rio de Janeiro) - és mindkettőt megnyerték. 1997-ben Brazíliavárosban megnyerte a brazil 1000 mérföldes GT versenyt Cecottóval és Soperrel a McLaren F1 GTR volánjánál. A Le Mans-i 24 órás versenyen is ezzel a géppel indult JJ Lehto és Hans-Joachim Stuck társaságában, ám baleset miatt kiesnek. 1997. július 5-én Rio de Janeiróban elindult egy Formula–3-as versenyen egy Amir Nasr Dallara/Mugen Hondával és a negyedik helyen végzett. Ismét részt vett a Spa-i 24 órás versenyen (BMW 320i) és Joachim Winkelhockkal és Cecottóval a második helyen végeztek. 1998. július 12-én egy Amir Nasr Dallara/Mugen Hondával a tizedik helyen végzett a Rio de Janeiro-i Forma-3-as versenyen. 2000-ben Rodrigo Piquet-vel megnyerte a brazíliai 1000 km-es versenyt Rio de Janeiro-ban egy Amir Nasr Racing/BMW Prototype Super Compact autó volánjánál.
Nelsonnak összesen hat gyermeke született (Geraldo, Nelson jr., Kelly, Laszlo, Julia, Pedro Estácio – a László nevet egy barátjától hallotta, csak később tudta meg, hogy magyar név) négy különböző nőtől, de - többek között - volt afférja a monacói Stéphanie hercegnővel is.
Piquet Formula–1-ben eltöltött időszakának végén pár évig "Pilar Rossi" nevű jachtján élt és ma is szívesen hajózik az északkelet-brazíliai vizeken. Szerette a teniszt, a síelést és vízisielést - ameddig indianapolisi balesete miatt ezeket abba nem kellett hagynia. Emellett szereti a futballt és a szambát. Megalapította a Független Motorsport Ligát (LIA), melyet a bürokratikus Brazil Motorsport Konföderáció (CBA) ellenlábasának szán. 1985-ös születésű fia, ifjabbik Nelson Piquet 2002-ben fölényesen nyerte meg a brazil Forma-3-as bajnokságot, majd 2003-ban a brit Forma-3-ban is sikeresen szerepelt. 2008-as és 2009-es szezonban a Formula–1-es Renault csapatának egyik versenyzője volt Fernando Alonso csapattársaként.

## Teljes Formula–1-es eredménysorozata
(Táblázat értelmezése)

(Félkövér: pole-pozícióból indult; dőlt: leggyorsabb kört futott) 

| Év   | Csapat          | 1      | 2       | 3      | 4       | 5      | 6      | 7      | 8      | 9      | 10     | 11     | 12     | 13     | 14     | 15     | 16     | Helyezés | Pont    |
| ---- | --------------- | ------ | ------- | ------ | ------- | ------ | ------ | ------ | ------ | ------ | ------ | ------ | ------ | ------ | ------ | ------ | ------ | -------- | ------- |
| 1978 | Ensign          | ARG    | BRA     | RSA    | USW     | MON    | BEL    | ESP    | SWE    | FRA    | GBR    | GER Ki |        |        |        |        |        | -        | 0       |
| 1978 | BS Fabrications |        |         |        |         |        |        |        |        |        |        |        | AUT Ki | NED Ki | ITA 9  | USA    |        | -        | 0       |
| 1978 | Brabham         |        |         |        |         |        |        |        |        |        |        |        |        |        |        |        | CAN 11 | -        | 0       |
| 1979 | Brabham         | ARG Ki | BRA Ki  | RSA 7  | USW 8   | ESP Ki | BEL Ki | MON Ki | FRA Ki | GBR Ki | GER 12 | AUT Ki | NED 4  | ITA Ki | CAN Ki | USA Ki |        | 15.      | 3       |
| 1980 | Brabham         | ARG 2  | BRA Ki  | RSA 4  | USW 1   | BEL Ki | MON 3  | FRA 4  | GBR 2  | GER 4  | AUT 5  | NED 1  | ITA 1  | CAN Ki | USA Ki |        |        | 2.       | 54      |
| 1981 | Brabham         | USW 3  | BRA 12  | ARG 1  | SMR 1   | BEL Ki | MON Ki | ESP Ki | FRA 3  | GBR Ki | GER 1  | AUT 3  | NED 2  | ITA 6  | CAN 5  | LVS 5  |        | 1.       | 50      |
| 1982 | Brabham         | RSA Ki | BRA Kiz | USW Ki | SMR     | BEL 5  | MON Ki | USE NK | CAN 1  | NED 2  | GBR Ki | FRA Ki | GER Ki | AUT Ki | SUI 4  | ITA Ki | LVS Ki | 11.      | 20      |
| 1983 | Brabham         | BRA 1  | USW Ki  | FRA 2  | SMR Ki  | MON 2  | BEL 4  | USE 4  | CAN Ki | GBR 2  | GER 13 | AUT 3  | NED Ki | ITA 1  | EUR 1  | RSA 3  |        | 1.       | 59      |
| 1984 | Brabham         | BRA Ki | RSA Ki  | BEL 9  | SMR Ki  | FRA Ki | MON Ki | CAN 1  | USE 1  | USA Ki | GBR 7  | GER Ki | AUT 2  | NED Ki | ITA Ki | EUR 3  | POR 6  | 5.       | 29      |
| 1985 | Brabham         | BRA Ki | POR Ki  | SMR 8  | MON Ki  | CAN Ki | USE 6  | FRA 1  | GBR 4  | GER Ki | AUT Ki | NED 8  | ITA 2  | BEL 5  | EUR Ki | RSA Ki | AUS Ki | 8.       | 21      |
| 1986 | Williams        | BRA 1  | ESP Ki  | SMR 2  | MON 7   | BEL Ki | CAN 3  | USE Ki | FRA 3  | GBR 2  | GER 1  | HUN 1  | AUT Ki | ITA 1  | POR 3  | MEX 4  | AUS 2  | 3.       | 69      |
| 1987 | Williams        | BRA 2  | SMR Ni  | BEL Ki | MON 2   | USE 2  | FRA 2  | GBR 2  | GER 1  | HUN 1  | AUT 2  | ITA 1  | POR 3  | ESP 4  | MEX 2  | JPN 15 | AUS Ki | 1.       | 73 (76) |
| 1988 | Lotus           | BRA 3  | SMR 3   | MON Ki | MEX Ki  | CAN 4  | USE Ki | FRA 5  | GBR 5  | GER Ki | HUN 8  | BEL 4  | ITA Ki | POR Ki | ESP 8  | JPN Ki | AUS 3  | 6.       | 22      |
| 1989 | Lotus           | BRA Ki | SMR Ki  | MON Ki | MEX 11  | USA Ki | CAN 4  | FRA 8  | GBR 4  | GER 5  | HUN 6  | BEL Nk | ITA Ki | POR Ki | ESP 8  | JPN 4  | AUS Ki | 8.       | 12      |
| 1990 | Benetton        | USA 4  | BRA 6   | SMR 5  | MON Kiz | CAN 2  | MEX 6  | FRA 4  | GBR 5  | GER Ki | HUN 3  | BEL 5  | ITA 7  | POR 5  | ESP Ki | JPN 1  | AUS 1  | 3.       | 43 (44) |
| 1991 | Benetton        | USA 3  | BRA 5   | SMR Ki | MON Ki  | CAN 1  | MEX Ki | FRA 8  | GBR 5  | GER Ki | HUN Ki | BEL 3  | ITA 6  | POR 5  | ESP 11 | JPN 7  | AUS 4  | 6.       | 26.5    |